# Єщенко Віктор Васильович
Ві́ктор Васи́льович Є́щенко (1967—2014) — полковник, Міністерство внутрішніх справ України, 14-й батальйон патрульної служби міліції особливого призначення «Миротворець», учасник російсько-української війни.

## Життєпис
Народився 1967 року в місті Київ. 1984 року закінчив київську ЗОШ № 160 м. Києва. Закінчив вище інженерне радіотехнічне училище протиповітряної оборони, проходив службу в лавах збройних сил. Пройшов шлях від командира взводу до командира роти.
В 1989—1995 роках проходив службу в лавах Збройних Сил України — від командира взводу до командира роти (військове звання капітан). В органах внутрішніх справ з 1995 року, розпочав з посади оперуповноваженого відділу карного розшуку. 2010 року закінчив службу — на посаді керівника одного з відділів Головного управління боротьби з організованою злочинністю МВС України.
У травні 2014-го добровільно вступив до батальйону «Миротворець».
Загинув 29 серпня 2014 року під час виходу з оточення поблизу Іловайська. Відбулося це на дорозі поміж селом Новокатеринівка та хутором Горбатенко. 3 вересня 2014 року його тіло разом з тілами 96 інших загиблих було привезено до дніпропетровського моргу. Упізнаний родичами.
Вдома залишилися дружина Олена і три доньки — Юлія, Наталія й Вікторія.

## Нагороди і вшанування
- 29 вересня 2014 року — за особисту мужність і героїзм, виявлені у захисті державного суверенітету та територіальної цілісності України, вірність військовій присязі під час російсько-української війни, відзначений — нагороджений орденом «За мужність» III ступеня (посмертно).
- Його портрет розміщений на меморіалі «Стіна пам'яті полеглих за Україну» у Києві: секція 3, ряд 10, місце 31
- Вшановується 29 серпня на щоденному ранковому церемоніалі вшанування українських захисників, які загинули цього дня у різні роки внаслідок російської збройної агресії[2]
- Іловайський Хрест (посмертно)
- недержавна відзнака орден «За вірність присязі» (посмертно)
- Відзнака-медаль «За сумлінну службу» I ступеня
- Відзнака-медаль «За сумлінну службу» II ступеня
- Відзнака-медаль «За сумлінну службу» III ступеня
- Відзнака «15 років спецпідрозділу „Сокіл“ МВС України»
- Відзнака МВС України «За відзнаку в службі» II степеня